# Подводные лодки типа 214
Тип 214 является серией дизель-электрических немецких подводных лодок, строящихся на Howaldtswerke-Deutsche Werft (HDW). Она снабжена дизельной двигательной установкой, совмещенной с воздухонезависимой двигательной установкой (AIP) на основе водородных топливных элементов c полимерной электролитической мембраной (PEM) Siemens. В основе типа 214 лежат подводные лодки проекта 212А,, однако в связи с тем, что лодки предназначены на экспорт, в них не применяются некоторые секретные технологии, используемые на её предке, самой важной из которых является немагнитный стальной корпус, делающий тип 212 незаметным для детекторов магнитных аномалий.
15 февраля 2000 года был подписан контракт на постройку трех лодок для ВМФ Греции, а четвёртая была дозаказана в июне 2002 года. Первая субмарина была построена на HDW в Киле, а остальные строятся на Hellenic Shipyards в Скарамагас, Греция. Военно-морские силы Греции назвали их классом «Papanikolis».
Военно-морские силы Республики Корея заказали девять субмарин типа 214, назвав их класс Son Won-Il, однако оговорили условие, что они будут строиться в Корее на Hyundai Heavy Industries и Daewoo Shipbuilding & Marine Engineering. Первые три лодки начали службу в 2007 году, а вторая партия из шести единиц начнет поступать на флот с 2012 года.
Благодаря усовершенствованиям в материале конструкций корпуса, лодка тип 214 может погружаться примерно до 400 м. Запасов продуктов и свежей воды достаточно на 84 дня автономности.

## Варианты
Тип 214TN: Версия Немецко-Турецкого совместного производства, в которой применяется 80 % разработанных и произведенных в Турции систем (включая турецкую систему C4ISTAR). Так или иначе, но немецкие секретные технологии, такие как двигательная установка, не будут производиться Турцией. Вместо этого они будут собираться в Германии и пересылаться на место сборки.

## Потребители

### Греция
Греческий класс U214 Papanikolis, оборудуется выдвижной радарной мачтой, не проникающей в прочный корпус субмарины. На вершине мачты располагается трансмиттер радара, являющийся частью радарной системы SPHINX, производимой Thales Defence Deutschland GmbH в Киле. Сенсор радара представляет собой FMCW трансивер (frequency-modulated continuous-wave - частотно-модулированного непрерывного излучения), не обнаруживаемый средствами радиоэлектронной разведки (РЭР) среднего диапазона. Эта технология также называется LPI («Low probability of intercept») что означает «Низкая вероятность перехвата». Мощность передатчика меньше, чем мощность мобильного телефона, а разрешение даже более высокое, чем у более мощных импульсных радаров. Радар Thales SPHINX является тактическим, специально разработанным для применения на субмаринах.

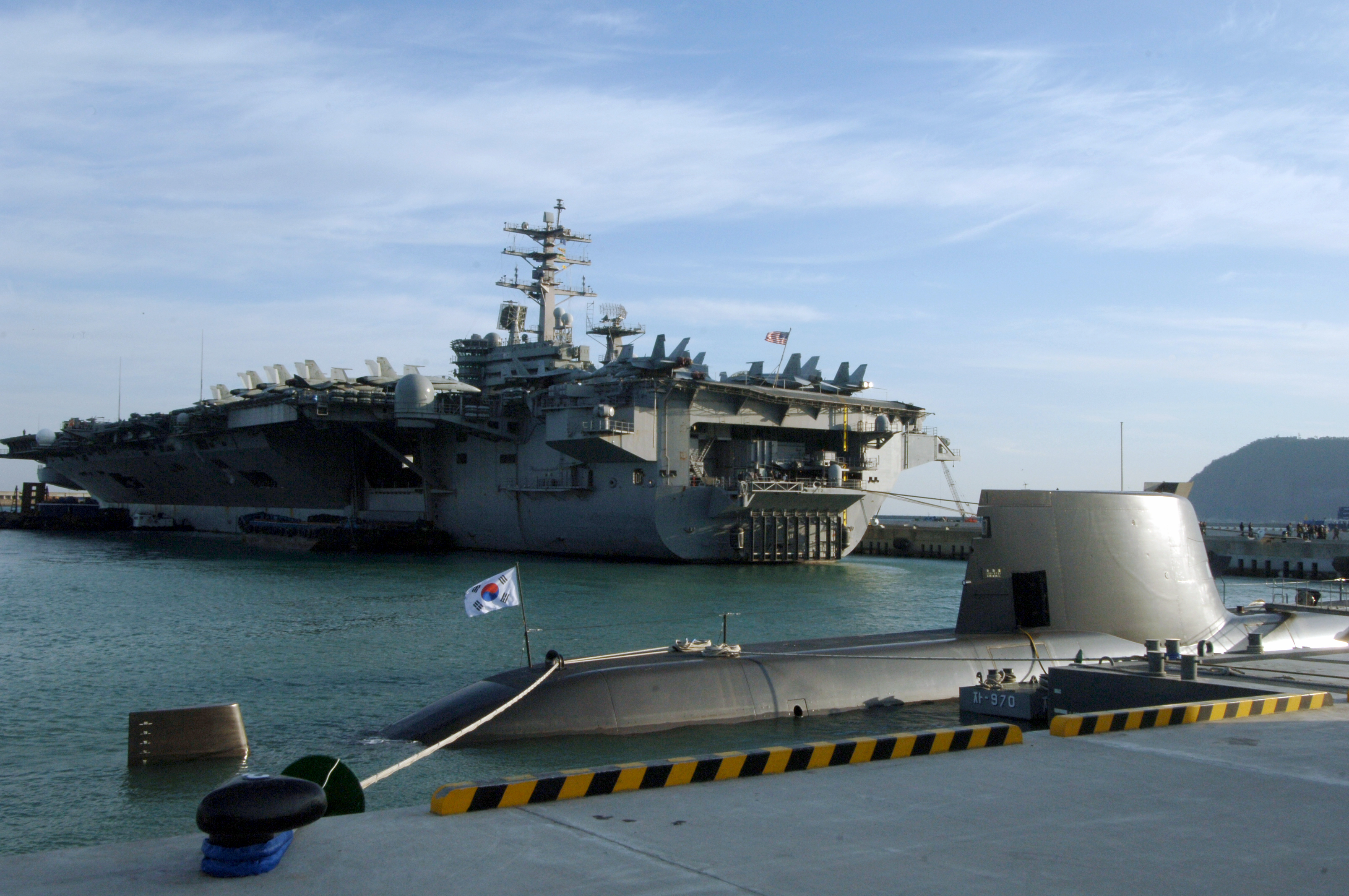
USS Nimitz
пришвартован возле субмарины типа 214 ROKS Son Won-Il (SS-072) в гавани военно-морской базы Пусан, Республика Корея.

### Республика Корея
Южнокорейский класс U214 Son Won-Il оборудуется радарной системой SPHINX-D производства Thales Defence Deutschland GmbH. В нём применяется дополнительный импульсный трансмиттер на вершине мачты. Комбинация мощного импульсного радара и маломощного LPI трансмиттера весьма эффективна для субмарин. При действиях на поверхности лодка может использовать импульсные отпечатки для систем ESM, а при проведении секретных операций переключаться в режим LPI, оставаясь невидимой для окружающих.

### Пакистан
В 2008 году ВМС Пакистана начали переговоры о закупке 3 субмарин типа 214. На выставке IDEAS 2008, шеф HDW Вальтер Фрейтаг (нем. Walter Freitag) сказал «Коммерческий контракт на 95 процентов завершен». Первая субмарина должна была быть поставлена ВМС Пакистана через 64 месяца после подписания контракта, а остальные в течение 12 месяцев с этого момента. После двух лет нерешительных полебаний Пакистан отменил сделку в надежде на договор с China Shipbuilding Industry Corporation о поставке их новых субмарин.

### Турция
ВМС Турции подписали соглашение с HDW о совместном производстве шести субмарин типа 214 с воздухонезависимой двигательной установкой (AIP). По заявлениям Подсекретариата Оборонной Промышленности правительства Турции, эти субмарины будут построены совместно, но с «максимальным объёмом местного оборудования на «Gölcük Naval Shipyard» в провинции Коджаэли, Турция.
2 июля 2009 года HDW и турецкое Министерство Обороны заключили соглашение о совместном производстве 6 платформ. Это соглашение стало самым большим проектом по наращиванию обороноспособности Турции после закупки 116 F-35 со стоимостью, превысившей $10 млрд. Анкара надеется, что эти современные сильно переработанные субмарины типа 214 местного производства приступят к несению службы уже к 2015 году.
Министр обороны Vecdi Gönül отметил, что «Турецкое промышленное участие в проекте будет порядка 80 процентов от объёма сделки».
Так как турецкий тип 214 будет иметь огромное количество исконно турецких систем на борту, этот вариант лодки было решено именовать типом 214TN (Turkish Navy). HDW будет собирать основные корпусные и механические узлы и секретные компоненты, такие как топливные элементы и двигательная установка в Германии, а затем перевозить их к месту сборки. Все электронные компоненты и системы вооружения (включая систему C4I) будут производиться и устанавливаться уже непосредственно в Турции.
1 июля 2011 года, после перевода авансового платежа ThyssenKrupp Marine Systems, заказ на 2млрд евро за шесть комплектов материалов U214 вступил в силу, что позволило производителю приступить к его выполнению. Этот заказ обеспечил занятостью HDW в Киле, так же как множество субподрядчиков в Германии и Турции, работой на ближайшие десять лет.
22 декабря 2019 года первая подводная лодка типа 214 TN спущена на воду.

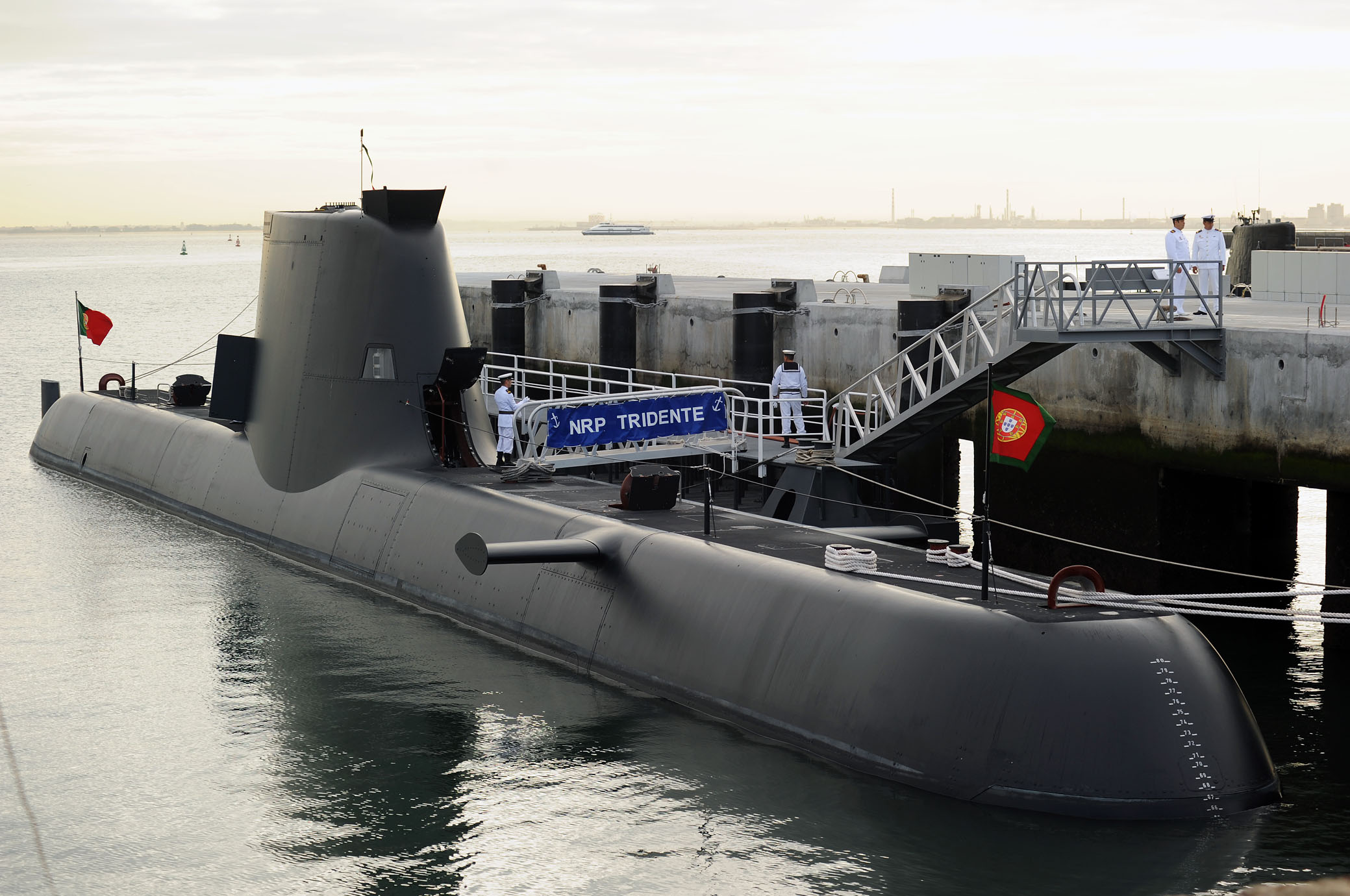
подводная лодка NRP Tridente (S160).

### Португалия
В 2005 году правительство Португалии заключило контракт с HDW на поставку двух субмарин типа 209PN, который был завершен в 2010 году с передачей лодок.

## Проблемы с международными поставками
У программы производства международных поставок типа 214 уже существует своя история технических проблем. Первая субмарина типа 214, проданная Корее, Son Won-Il, сообщила о наличии проблем с шумностью, вызванных по неподтвержденным данным, ошибками HDW при разработке 214-х. Южнокорейские и греческие 214 также сообщили о наличии других сходных проблем, включая нестабильность в надводном положении, вибрацию перископа и протечки в гидравлике. После устранения проблем на южнокорейских 214-х, уровень шумности снизился до заявленного HDW. В феврале 2008 года DAPA оштрафовала эту компанию на $4,1 млн за продолжающиеся технические проблемы. В ноябре Национальная Ассамблея Южной Кореи потребовала снижения цен на оставшиеся шесть субмарин, аргументируя это тем, что HDW использовала южнокорейский заказ для доводки и устранения проблем на типе 214 для повышения их экспортного потенциала. Ходят неточные слухи, что DAPA получила снижение цены на четвертую лодку, когда она вступила в DSME.

## Лодки
| Страна                                                            | Номер вымпела | Имя                | Заложена             | Спущена на воду  | Принята в состав флота                                                    | Верфь постройки                          |
| ----------------------------------------------------------------- | ------------- | ------------------ | -------------------- | ---------------- | ------------------------------------------------------------------------- | ---------------------------------------- |
| Греция · 2000 год 4 лодки · 2010 год 2 лодки · Контракт           | S 120         | Papanikolis        | 27 февраля 2001 года | апрель 2004 года | 2 ноября 2010 года                                                        | Howaldtswerke-Deutsche Werft             |
| Греция · 2000 год 4 лодки · 2010 год 2 лодки · Контракт           | S 121         | Pipinos            | февраль 2003 года    | ноябрь 2006 года | 6 Октября 2014 года                                                       | Hellenic Shipyards                       |
| Греция · 2000 год 4 лодки · 2010 год 2 лодки · Контракт           | S 122         | Matrozos           | февраль 2004 года    | ноябрь 2007 года | 23 июня 2016 года                                                         | Hellenic Shipyards                       |
| Греция · 2000 год 4 лодки · 2010 год 2 лодки · Контракт           | S 123         | Katsonis           | 2005 год             | 2007 год         | 23 июня 2016                                                              | Hellenic Shipyards                       |
| Греция · 2000 год 4 лодки · 2010 год 2 лодки · Контракт           | неизвестно    |                    |                      |                  |                                                                           | Hellenic Shipyards                       |
| Греция · 2000 год 4 лодки · 2010 год 2 лодки · Контракт           | неизвестно    |                    |                      |                  |                                                                           | Hellenic Shipyards                       |
| Республика Корея · 2000 год 3 лодки · 2008 год 6 лодок · Контракт | SS 072        | Son Won-II         | октябрь 2002         | 9 июня 2006      | 27 декабря 2007                                                           | Hyundai Heavy Industries                 |
| Республика Корея · 2000 год 3 лодки · 2008 год 6 лодок · Контракт | SS 073        | Jeong Ji           | 2004                 | 13 июня 2007     | 2 декабря 2008                                                            | Hyundai Heavy Industries                 |
| Республика Корея · 2000 год 3 лодки · 2008 год 6 лодок · Контракт | SS 075        | An Jung-geun       |                      | 4 июня 2008      | 1 декабря 2009                                                            | Hyundai Heavy Industries                 |
| Республика Корея · 2000 год 3 лодки · 2008 год 6 лодок · Контракт | SS 076        | Kim Chwa-chin      | 2008                 | 13 августа 2013  | 30 декабря 2014                                                           | Daewoo Shipbuilding & Marine Engineering |
| Республика Корея · 2000 год 3 лодки · 2008 год 6 лодок · Контракт | SS 077        | Yun Bong-gil       | 2009                 | 3 июля 2014      | 21 июня 2016                                                              | Hyundai Heavy Industries                 |
| Республика Корея · 2000 год 3 лодки · 2008 год 6 лодок · Контракт | SS 078        | Yu Gwan-sun        | 2010                 | 7 мая 2015       | 10 июля 2017                                                              | Daewoo Shipbuilding & Marine Engineering |
| Республика Корея · 2000 год 3 лодки · 2008 год 6 лодок · Контракт | SS 079        | Hong Beom-do       | 2011                 | 5 апреля 2016    | 23 января 2018                                                            | Hyundai Heavy Industries                 |
| Республика Корея · 2000 год 3 лодки · 2008 год 6 лодок · Контракт | SS 081        | Lee Beom-seok      | 2012                 | 8 ноября 2016    | 13 мая 2019                                                               | Daewoo Shipbuilding & Marine Engineering |
| Республика Корея · 2000 год 3 лодки · 2008 год 6 лодок · Контракт | SS 082        | Shin Dol-seok      | 2013                 | 7 сентября 2017  | 31 января 2020                                                            | Hyundai Heavy Industries                 |
| Португалия · 2010 год 2 лодки ·                                   | S 160         | NRP Tridente       | 2005 год             |                  | май 2010 года                                                             | Howaldtswerke-Deutsche Werft             |
| Португалия · 2010 год 2 лодки ·                                   | S 161         | NRP Arpão          | 2005 год             |                  | предварительная дата — декабрь 2010 года, фактическая 28 апреля 2011 года | Howaldtswerke-Deutsche Werft             |
| Турция · 2011 года 6 лодок · Контракт                             | S-330         | TCG Pirireis       | октября 2015         | 22 декабря 2019  |                                                                           | Gölcük Naval Shipyard                    |
| Турция · 2011 года 6 лодок · Контракт                             | S-332         | TCG Murat Reis     | 25 февраля 2018      |                  |                                                                           | Gölcük Naval Shipyard                    |
| Турция · 2011 года 6 лодок · Контракт                             | S-334         | TCG Seydi Ali Reis | 22 декабря 2019      |                  |                                                                           | Gölcük Naval Shipyard                    |
| Турция · 2011 года 6 лодок · Контракт                             | S-333         | TCG Aydın Reis     |                      |                  |                                                                           | Gölcük Naval Shipyard                    |
| Турция · 2011 года 6 лодок · Контракт                             | S-331         | TCG Hızırreis      |                      |                  |                                                                           | Gölcük Naval Shipyard                    |
| Турция · 2011 года 6 лодок · Контракт                             | S-335         | TCG Selman Reis    |                      |                  |                                                                           | Gölcük Naval Shipyard                    |

## Основные характеристики
- Водоимещение: 1.690 т надводное / 1.860 т подводное
- Размеры: длина 65 м / ширина 6.3 м / Средняя осадка 6 м
- Прочный корпус: HY-100[16]
- Вооружение: 8×533 мм ТА, 4 с возможностью запуска UGM-84 Harpoon
- Двигательная система: малошумный винт с обратным изгибом
- Дизельные двигатели: 2 x MTU 16V-396 (3.96МВт)
- Заряжающие генераторы: 2 x Piller Ntb56.40-10 0.97 МВт
- Воздухонезависимый двигатель: 2 x HDW модуля топливных элементов PEM BZM120 (120кВт x 2)[17]
- Электромоторы: 1 x Siemens Permasyn (2.85МВт)
- Скорость: 12 узлов на поверхности / 20 узлов подводная
- Скорость на топливных элементах: примерно 2-6 узлов
- Дальность надводная: 19.300 км
- Дальность подводная: 780 км на 8 узлах
- Дальность на топливных элементах: 2.310 км на 4 узлах
- Длительность походов: 12 недель
- Длительность погружения без применения шнорхеля: 3 недели
- Глубина погружения: более 250 м официальная, 400 м предельная
- Команда: 5 офицеров + 22 нижних чина
- Навигационный радар: SPHINX-D с импульсом 4 кВт и тактический радар LPI (Thales Defence Deutschland GmbH в Киле)

## Заказы ВМС Греции
ВМФ Греции ожидает поставки четырёх субмарин типа 214, названного в Греции классом «Papanikolis». Первая из них, Papanikolis, была построена в Германии, а остальные три запланированы к постройке на принадлежащих HDW Hellenic Shipyards, в Греции.
В декабре 2006 года StrategyPage сообщила, что на Papanikolis обнаружены множественные технические проблемы. Среди прочих отмечались чрезмерная кавитация гребного винта, перегрев топливных элементов воздухонезависимой двигательной установкой и избыточное раскачивание в надводном положении при волнении. Журнал Seapower сообщил, что ВМФ Греции отказались принимать Papanikolis, так как в дополнение к указанным проблемам возник вопрос по неадекватной мощности воздухонезависимой двигательной установкой, неприемлемой вибрации перископа, проблемы с боковыми сонарными массивами и протечками морской воды в корабельную гидравлику.
Ответственные за тестовую программу офицеры ВМФ Греции на верфи в Киле озвучили эти проблемы в 2007 в программе журналистских расследований на Skai TV (Греция). Контр-адмирал в отставке М.Симионакис (англ. M. Simionakis), бывший ответственным за программу ВМС Papanikolis, сообщил интервьюерам, что производитель предпринял две попытки устранения проблемы баланса субмарины, включая перенос 21т материалов и оборудования ниже в корпусе, однако лодка продолжала показывать углы крена до 46 градусов во время морских испытаний. В доказательство были предоставлены фотоматериалы. На той же телепрограмме, офицер, заменивший Симионакиса в Киле, капитан К. Тзиотис (англ. K. Tziotis), перечислил семь продолжающихся проблем с субмариной, включая проблему баланса при движении на поверхности, проблемы с системой AIP, системами вооружения, перископом и вопросы подтопления.
В свою очередь TKMS — немецкий подрядчик строительства типа 214 сообщил, что все технические проблемы были решены ещё в 2006 году (до того, как греческие офицеры о них заявили) и заявил, что жалобы ВМФ Греции относительно технического состояния Papanikolis продолжаются лишь с целью корректировки цены. Так или иначе, TKMS отказались передавать лодку до тех пор, пока вся стоимость не будет выплачена, в связи с чем Papanikolis с 2006 года продолжает находиться в гавани Киля.
В противоположность позиции TKMS, ответственные за приемку субмарины офицеры ВМФ Греции продолжают отмечать проблемы с Papanikolis. В октябре 2008 года, Papanikolis выполнила очередной цикл тестов, показавший что проблема избыточной валкости лодки была, наконец, решена. Остальные вопросы были так же сочтены решенными. По сообщениям греческой оборонной прессы, прием субмарины был неизбежен.
Вторая лодка, Pipinos, была официально спущена на воду в феврале 2007 года и в настоящее время проходит сдаточные испытания в гавани греческого порта Пирей.
21 сентября 2009 года TKMS анонсировала, что контракт с ВМФ Греции на четыре субмарины был расторгнут в связи долгом страны более чем 520 миллионов евро. TKMS ожидает решение суда для разрешения ситуации.
27 октября 2009 года министерство обороны Греции официально подтвердило, что они намереваются принять на вооружение три лодки, построенные в Греции. Головная лодка, построенная в Киле принята не будет, и выставляется на продажу. Выручка от сделки будет использована для выплаты долга TKMS.

## Заказы ВМС Кореи
В марте 2008 года в прессе появилась информация, что из анонимных источников стало известно, что первая субмарина типа 214, принадлежащая ВМС Кореи испытывала трудности с дефектами, относящимися к шумам в подвижных частях. Later ROKN denied the report. Дальнейших отчетов о проблемах с шумом на корейских 214 не появлялось.
Первые три южнокорейских субмарины типа 214 были построены Hyundai Heavy Industries. В августе 2008 года, Южная Корея подписала один контракт с (HDW) на поставку ещё шести субмарин типа 214.